# トーレ・セレード
トーレ・セレード（スペイン語: Torre Cerredo, アストゥリエス語 : La Torre Cerréu）は、イベリア半島北部のカンタブリア山脈、ピコス・デ・エウロパ山塊にある山。標高は2,650m、プロミネンスは1,933m。山頂はスペイン・アストゥリアス州とカスティーリャ・イ・レオン州レオン県にまたがっている。カンタブリア山脈の最高峰であり、両自治州の最高峰でもある。

## 名称
Torre Cerredo（トーレ・セレード）のほかに、Torrecerredo（トーレセレード）やTorre de Cerredo（トーレ・デ・セレード）やPeña de Cerredo（ペニャ・デ・セレード）と表記されることもあり、日本語ではセレド山と表記されることもある。

## 地理
カンタブリア州の州都サンタンデールの南西約80km、アストゥリアス州とカスティーリャ・イ・レオン州レオン県の境界をなす、ピコス・デ・エウロパ山塊中央部のウリエレス山塊にある。1882年6月30日、Aymar d'Arlot de Saint Saud、Paul Labrouche、カンタブリア地方のエスピナマ出身のLuis Suárez、フレンチ・ピレネー山麓のGavarnie出身のFrancois Sallesの4人が初登頂を達成した。もっとも簡単なルートはホウ・デ・セレードから登るルートであるが、その低標高部はやや難しいとされる。最後の約200mのストレッチは登山用具を使用しても簡単ではない。次に一般的なルートはホウ・デ・ロス・カブロネス避難小屋とベガ・デ・ウリエリュ避難小屋近くからのルートである。

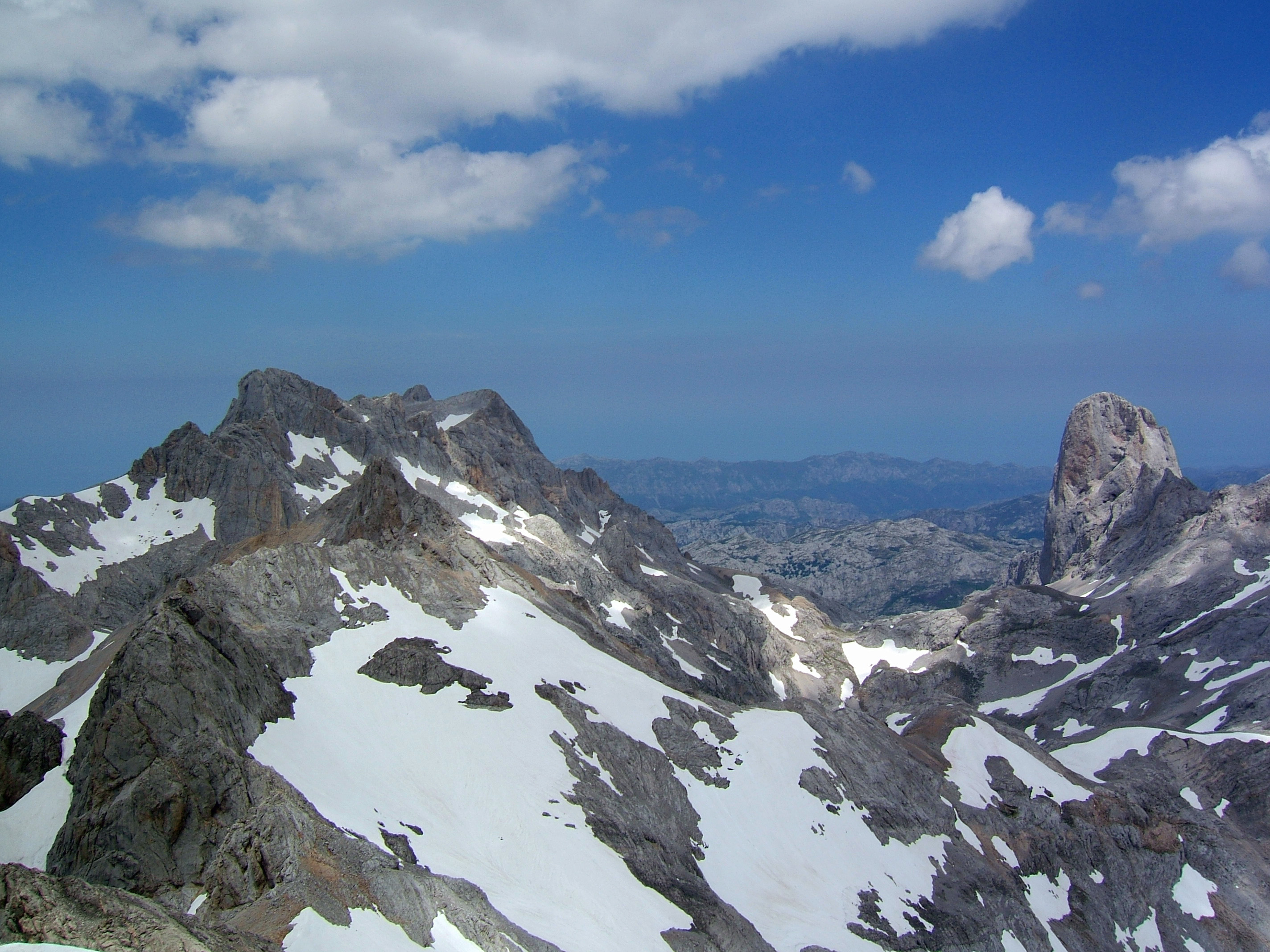
テソレーロ峰から見たトーレ・セレード（左）
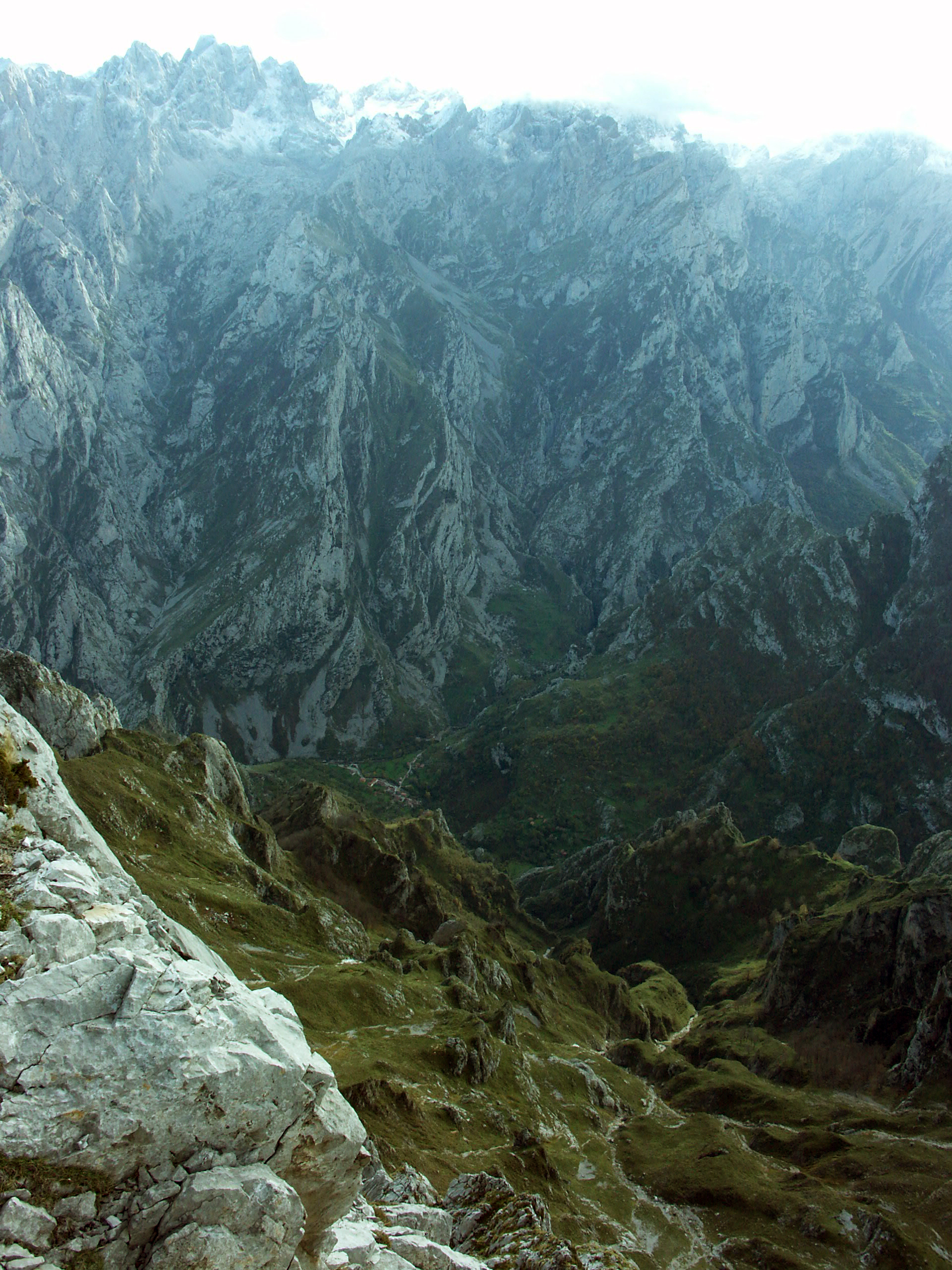
2,200mのカイン集落（中央）から2,650mの頂上に至る垂直壁
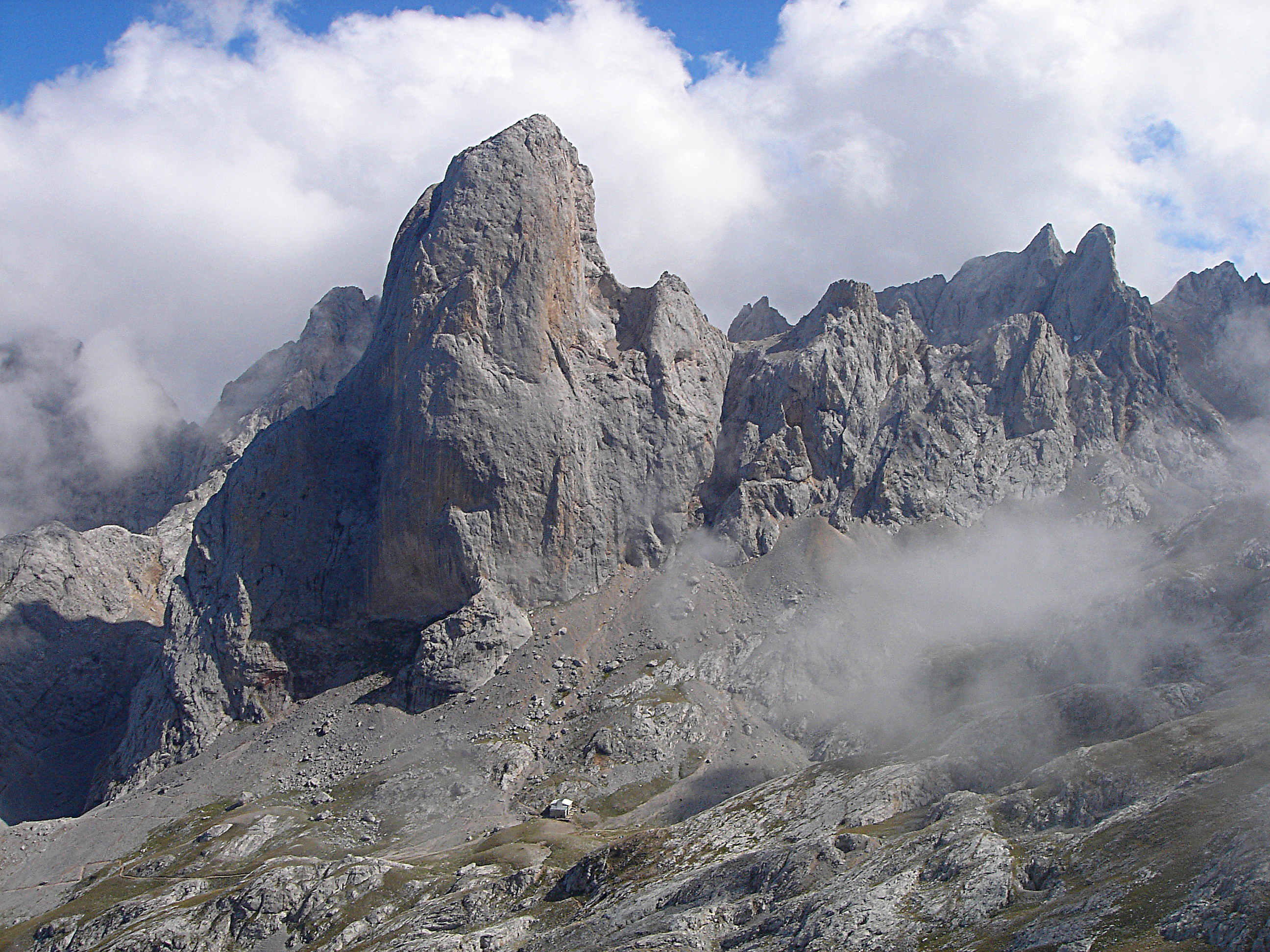
ウリエレス山塊

## 文献
- 谷岡武雄『コンサイス外国地名事典 改定版』三省堂、1995年。
- Nava, Herminio (1988). Flora y vegetación orófila de los Picos de Europa. Monografías del Real Jardín Botánico. pp. 10. ISBN 84-00-06848-3. ISSN 0212-9108 2015年9月14日閲覧。
- Pidal, Pedro; F. Zabala, José (2010). Picos de Europa: contribución al estudio de las montañas españolas. pp. 17. ISBN 84-9761-858-0 2015年9月14日閲覧。